# امیرعلی طلاساز
امیرعلی طلاساز یک کارآفرین در حوزه‌ی تشخیص‌های بالینی است. او استارتاپ آوریفکس بیوساینسز را بنیان‌گذاری کرده و هم‌مؤسس و یکی از مدیران عامل شرکت گاردنت هلث است.

## تحصیلات
طلاساز در دانشگاه صنعتی شریف در تهران در رشته‌ی مهندسی برق تحصیل کرد و بعدها از سال ۲۰۰۱ تا ۲۰۰۷ در دانشگاه استنفورد ادامه تحصیل داد، جایی که موفق به دریافت مدرک دکترای فلسفه (PhD) شد. پیش از ورود به دانشگاه استنفورد، او با رونالد دبلیو دیویس از مرکز فناوری ژنوم این دانشگاه آشنا شد؛ آشنایی‌ای که توسط مصطفی رونقی صورت گرفت کسی که بعدها به عنوان مدیر ارشد فناوری شرکت ایلومینا منصوب شد.

## حرفه
طلاساز یک مهندس برق و پژوهشگر است. لینا رائو از تک‌کرانچ او را کارآفرینی «سریالی» در زمینه‌های پژوهش‌های بالینی و آماده‌سازی نمونه‌ها توصیف کرده است. طلاساز تا سال ۲۰۰۹ در مرکز فناوری ژنوم کار می‌کرد که همان سال استارتاپ آوریفکس بیوساینسز را تأسیس کرد؛ شرکتی که روش‌هایی برای جداسازی سلول‌های سرطانی از خون توسعه داد. او همچنین از مارس ۲۰۰۹ تا ژوئن ۲۰۱۲ در شرکت ایلومینا فعالیت داشت.
در سال‌های ۲۰۱۲ تا ۲۰۱۳، طلاساز و حلمی التوخی شرکت گاردنت هلث را تأسیس کردند که فناوری‌ای برای تشخیص و شناسایی سرطان از طریق آزمایش‌های خون توسعه می‌دهد. این دو در سال ۲۰۰۲ در دانشگاه استنفورد با هم آشنا شدند و پیش از تأسیس گاردنت هلثدر ایلومینا با هم همکاری داشتند تا اینکه طلاساز در ۲۰۱۲ آنجا را ترک کرد. جان دورفمن از روزنامه پیتسبرگ تریبون-ریویو می‌گوید طلاساز و التوخی تکنیک بافت‌برداری مایع را کشف کردند که شامل تشخیص و پایش قطعات تومور در جریان خون بیمار است و جایگزینی برای بافت‌برداری های سنتی بافتی به حساب می‌آید. طلاساز ابتدا رئیس و مدیر ارشد فناوری گاردنت هلث بود. در سال ۲۰۱۹، او مسئولیت‌های رئیس، مدیر مالی و مدیر عملیات را بر عهده داشت و در آن زمان همراه با التوخی مجموعاً ۱۲ درصد سهام گاردنت هلث را در اختیار داشتند. در سال ۲۰۲۱، هر دوی آن‌ها ۱۰ میلیون دلار برای خرید سهام بیشتر شرکت هزینه کردند. طلاساز و التوخی اکنون به عنوان مدیران عامل مشترک فعالیت می‌کنند.
در سال ۲۰۲۲، شرکت ایلومینا در دادگاه فدرال دلاور از گاردنت هلث و بنیان‌گذاران آن به دلیل سرقت اسرار تجاری شکایت کرد. ایلومینا این دو را متهم کرد که در سال ۲۰۱۱ به طور ناشناس گاردنت هلث را تأسیس کردند، در حالی که هنوز در ایلومینا کار می‌کردند و اسناد محرمانه مرتبط با فناوری توالی‌یابی دی‌ان‌ای را دزدیدند تا ۳۵ ثبت اختراع به دست آورند. در پاسخ، گاردنت هلث این اتهامات را رد کرد، ایلومینا را به تلاش برای حذف رقبا متهم نمود و درخواست رد شکایت داد. در سال ۲۰۲۳، دو شرکت به توافق رسیدند، قراردادی بلندمدت برای تأمین مواد امضا کردند و توافق کردند نمونه‌های آزمایشی را برای تحقیقات سرطان به اشتراک بگذارند.

### عضویت در هیئت مدیره و تقدیرها
طلاساز از ژانویه ۲۰۱۳ عضو هیئت مدیره گاردنت هلث بوده و تا اوت ۲۰۲۱ سمت رئیس هیئت مدیره را داشته است. او همچنین عضو هیئت مدیره شرکت uLab Systems است و یکی از اعضای مؤسس شبکه جهانی نوآوری‌ها (World Innovations Network) به شمار می‌رود.
در سال ۲۰۱۷، طلاساز و التوخی در رتبه ۳۷ فهرست «۴۰ نفر زیر ۴۰ سال» مجله فرچون قرار گرفتند.این دو همچنین در فهرست «۵۰ نفر برتر حوزه مراقبت‌های بهداشتی» مجله تایم در سال ۲۰۱۸ حضور داشتند، که افرادی را به دلیل تحول در حوزه مراقبت‌های بهداشتی تقدیر کرد.